# Grand Prix de Wallonie 2003
Il Grand Prix de Wallonie 2003, quarantaquattresima edizione della corsa, si svolse il 17 settembre 2003 su un percorso di 196 km, con partenza da Chaudfontaine e arrivo a Namur. Fu vinto dal belga Dave Bruylandts della Marlux-Wincor Nixdorf davanti al polacco Marek Rutkiewicz e al francese Mickael Pichon.

## Ordine d'arrivo (Top 10)
| Pos. | Corridore         | Squadra                 | Tempo    |
| ---- | ----------------- | ----------------------- | -------- |
| 1    | Dave Bruylandts   | Marlux-Wincor Nixdorf   | 4h36'56" |
| 2    | Marek Rutkiewicz  | Cofidis                 | a 2"     |
| 3    | Mickael Pichon    | FDJ                     | s.t.     |
| 4    | Frédéric Bessy    | Cofidis                 | a 10"    |
| 5    | Christophe Rinero | MBK-Oktos-Saint-Quentin | a 23"    |
| 6    | Cédric Vasseur    | Cofidis                 | a 37"    |
| 7    | Peter Van Petegem | Lotto-Domo              | s.t.     |
| 8    | Walter Bénéteau   | Brioches La Boulangère  | s.t.     |
| 9    | Janek Tombak      | Cofidis                 | a 1'11"  |
| 10   | Anthony Geslin    | Brioches La Boulangère  | s.t.     |